# Heinrich Vieter

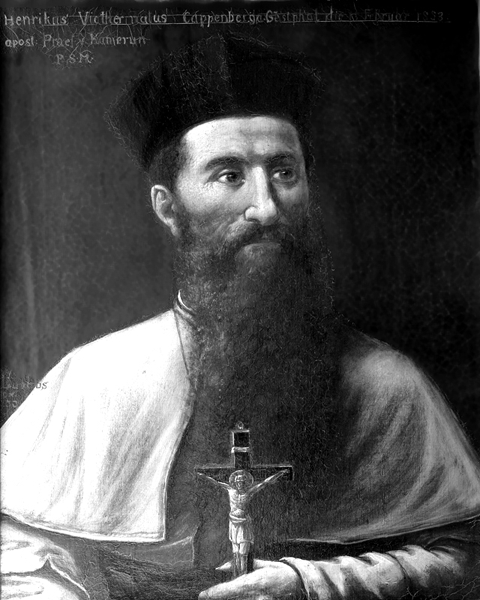
Heinrich Vieter, 1. Apost. Vikar in Kamerun

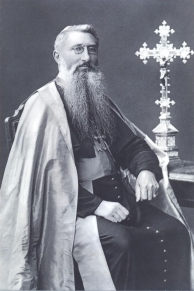
Bischof Heinrich Vieter

Gerhard Heinrich Vieter SAC (* 13. Februar 1853 in Selm-Cappenberg; † 7. November 1914 in Jaunde, Kamerun) war römisch-katholischer Bischof und erster Apostolischer Vikar von Kamerun.

## Leben
Heinrich Vieter wurde 1853 als zweites von sechs Kindern einer Bauernfamilie in der Bauerschaft Übbenhagen (die später nach dem nahen Schloss Cappenberg benannt wurde) im südlichen Münsterland geboren. Nach einer Lehre und anschließenden Wanderjahren als Schreinergeselle trat er 1883 in Masio (Oberitalien) der neu gegründeten Missionsgesellschaft der Pallottiner bei. Es folgten Studien der Katholischen Theologie an der Päpstlichen Universität Gregoriana von 1884 bis 1887. Am 8. Mai 1887 empfing Vieter in Rom das Sakrament der Priesterweihe. Anschließend war er für die Leitung des ordenseigenen Seminars in Masio zuständig. Doch schon zwei Jahre darauf entsandte William Withmee, der Generalrektor der Pallottiner, Pater Vieter 1888 zu einem ersten Missionseinsatz mit der Aufgabe, italienische Auswanderer in ihrer neuen Heimat Brasilien zu betreuen.
Am 20. Juli 1890 wurden in der deutschen Kolonie Kamerun eine Apostolische Präfektur eingerichtet und Vieter zum ersten Apostolischen Präfekten für Kamerun ernannt und aus Brasilien nach Kamerun versetzt. Noch im Oktober desselben Jahres traf Vieter gemeinsam mit weiteren Missionaren seines Ordens in Duala in Kamerun ein.
Nach erfolgreicher vierzehnjähriger Missionsarbeit erfolgte die Erhebung der Apostolischen Präfektur Kamerun zum Apostolischen Vikariat. Papst Pius X. ernannte Heinrich Vieter 1904 zum Titularbischof von Paraetonium und bestellte ihn am 24. Dezember 1904 zum ersten Apostolischen Vikar für Kamerun. Die Bischofsweihe spendete ihm am 22. Januar 1905 im Limburger Dom Bischof Dominikus Willi OCist; Mitkonsekratoren waren Maximilian Gereon Graf von Galen, Weihbischof in Münster, und Karl Ernst Schrod, Weihbischof in Trier. Im September 1906 führte Vieter in Duala eine erste Synode der katholischen Kirche in Kamerun durch.
Im Februar 1914 war er auf Deutschlandbesuch und wurde am 7. Februar 1914 in Berlin von Kaiser Wilhelm II. in Audienz empfangen.
In seinen letzten Lebensjahren war er wiederholt durch physische Erschöpfung und tropische Krankheiten geschwächt. Heinrich Vieter verstarb am 7. November 1914 in seinem Bischofshaus in Mvolyé bei Jaunde, einem Landgut, das Karl Atangana den Pallottinern geschenkt hatte. Er fand dort unter großer Anteilnahme der Bevölkerung seine letzte Ruhestätte.

## Verfahren zur Seligsprechung
Im Zusammenhang mit dem 100-jährigen Jubiläum der Errichtung des Apostolischen Vikariats Kamerun und der Bischofsweihe Heinrich Vieters wurde Anfang 2005 vom heutigen Erzbischof von Jaunde das offizielle Verfahren zur Seligsprechung Bischof Vieters eingeleitet.

## Ehrungen
In seinem Heimatort Cappenberg ist eine Straße nach ihm benannt. Anlässlich seines 100. Todestages am 7. November 2014 hat das katholische Pfarrheim in Cappenberg den Namen Bischof-Vieter-Haus erhalten.

## Schriften
- Die Jugend ist unsere Zukunft. Chronik der katholischen Mission Kamerun 1890–1913, Band 1.1, bearbeitet von Norbert Hannappel. Pallotti-Verlag, Friedberg 2011, ISBN 978-3-87614-075-9.
- Die Jugend ist unsere Zukunft. Chronik der katholischen Mission Kamerun 1890–1913, Band 1.2, bearbeitet von Norbert Hannappel. Pallotti-Verlag, Friedberg 2011, ISBN 978-3-87614-076-6.
- Bischof Heinrich Vieter. Leben und Wirken. Biografie: Einige Schriften – Aus dem „Stern von Afrika“, Band 3, bearbeitet von Norbert Hannapel. Pallotti-Verlag, Friedberg 2017, ISBN 978-3-87614-093-3.